# Theadora Van Runkle
Theadora Van Runkle (Pitsburgo, 27 de março de 1928 — Los Angeles, 4 de novembro de 2011) foi uma figurinista norte-americana.